# Christos Patsatzoglou
Christos Patsatzoglou (Atenas, Grecia, 19 de marzo de 1979) es un futbolista griego de etnia romaní. Juega en defensa de lateral derecho o centrocampista y su equipo actual es el Fostiras FC de Grecia.

## Biografía
Patsatzoglou empezó su carrera profesional en el Skoda Xanthi FC.
En 2000 ficha por su actual club, el Olimpiakos. En su etapa en este equipo ha ganado varios títulos: 7 Ligas (2001, 2002, 2003, 2005, 2006, 2007 y 2008) y 3 Copas de Grecia (2005, 2006 y 2008). En 2003 sufrió una grave lesión en el Tendón de Aquiles en un partido contra el AEK Atenas FC que le mantuvo alejado de los terrenos de juego 3 años.

## Selección nacional
Ha sido internacional con la Selección de fútbol de Grecia en 41 ocasiones. Su debut como internacional se produjo el 2 de septiembre de 2000 en un partido contra Alemania. Anotó su primer tanto con la camiseta nacional el 11 de octubre de 2008 en un partido contra Bosnia-Herzegovina.
Fue convocado para participar en la Eurocopa de Austria y Suiza de 2008, donde disputó el partido frente a Rusia.

### Participaciones en Copas del Mundo
| Mundial                        | Sede      | Resultado    |
| ------------------------------ | --------- | ------------ |
| Copa Mundial de Fútbol de 2010 | Sudáfrica | Primera fase |

## Clubes
| Club            | País   | Año       |
| --------------- | ------ | --------- |
| Skoda Xanthi    | Grecia | 1996-2000 |
| Olimpiacos      | Grecia | 2000-2009 |
| Omonia          | Chipre | 2009-2010 |
| AEK Atenas      | Grecia | 2010      |
| PAS Giannina    | Grecia | 2011-2013 |
| Iraklis Psachna | Grecia | 2013-2015 |
| AEK Chalkidas   | Grecia | 2015-2016 |
| Chalkis         | Grecia | 2016      |
| Proodeftiki     | Grecia | 2016-2017 |
| Fostiras CF     | Grecia | 2017-     |

## Títulos
- 7 Ligas de Grecia (Olimpiakos, 2001, 2002, 2003, 2005, 2006, 2007 y 2008)
- 3 Copas de Grecia (Olimpiakos, 2005, 2006 y 2008)